# Ordine della Guerra patriottica
Creato il 20 maggio 1942, l'ordine della Guerra patriottica (in russo Орден Отечественной войны?, Orden Otečestvennoj vojny) fu un'onorificenza dell'Unione Sovietica, creata per ricompensare gli atti eroici dei combattenti durante la grande guerra patriottica, nome sovietico dato al conflitto combattuto contro la Germania nazista durante la seconda guerra mondiale.
L'onorificenza era attribuita a soldati dell'esercito, a marinai, ad aviatori, alle truppe di sicurezza, ed ai partigiani. L'ordine si divideva in prima e seconda classe a seconda del grado di merito dell'azione.
Fu la prima medaglia sovietica stabilita durante la guerra ed il primo ordine sovietico diviso in classi. Il suo statuto definiva precisamente quali atti erano premiati con l'ordine (ad esempio abbattere tre aerei per un pilota di caccia, o distruggere due carri armati pesanti o tre medi o quattro leggeri, o catturare una nave da guerra, o riparare un aereo sotto il fuoco dopo essere atterrato in territorio nemico, e così via) venivano premiati con la prima classe. Fu anche consegnata ad alcuni comandanti alleati, inclusi quelli occidentali. In totale furono assegnate 324.903 decorazioni di prima classe e 951.652 di seconda classe durante la guerra.
Nel 1985 si raggiunse il totale di circa 1.350.000 assegnazioni.
Nello stesso anno, in occasione della celebrazione del 40º anniversario della grande guerra patriottica, fu deciso che tutti i veterani ancora in vita sarebbero stati insigniti dell'ordine di prima o seconda classe e furono assegnati 2.054.000 ordini di prima classe e 5.408.000 di seconda classe.

## Insegne
- La medaglia era costituita di una stella a cinque punte in argento smaltato di rosso, con raggi sullo sfondo e una sciabola ed un fucile incrociati. I raggi erano in oro per la prima classe ed in argento per la seconda. Il disco centrale aveva la falce e martello dorata su fondo smaltato di rosso, sormontata da un anello bianco con le parole ОТЕЧЕСТВЕННАЯ ВОЙНА ("guerra patriottica"). Originariamente l'ordine era appuntato su un nastro di stoffa rossa pressappoco come la medaglia d'oro, ma dal giugno 1943 l'ordine doveva essere portato sul petto a destra e senza nastro; in occasioni meno formali veniva usato un'asta in nastro, rosso scuro con una riga rosso chiaro al centro per la prima classe, rosso scuro con due strisce chiare ai bordi per la seconda classe.

Gli ordini del 1985 furono meno costosi, con un singolo pezzo di argento, con la placca d'oro per la prima classe.
| Seconda Classe | Prima Classe |
| -------------- | ------------ |
|                |              |
| Nastro         |              |
|                |              |